# Bernhard Dawson
Bernhard Dawson   (Kansas City, 21 de setembre de 1890 - 18 de juny de 1960) va ser un astrònom professional, nascut als Estats Units d'Amèrica i nacionalitzat argentí.

## Biografia
Va néixer a Kansas City a l'estat de Missouri. Va estudiar a la Universitat de Michigan i el 1912 va viatjar a l'Argentina acompanyant el seu professor William Hussey que fora director de l'Observatori de la Universitat de Michigan i que havia acceptat ocupar la direcció de l'Observatori Astronòmic de la Plata, càrrec que va exercir fins a 1914. El jove Dawson per la seva banda es va nacionalitzar argentí i va romandre en aquest país, només va tornar als Estats Units a dues ocasions, per completar els seus estudis universitaris i després més endavant per contreure matrimoni. Des de 1913 en avant va treballar a l'Observatori Astronòmic de la Plata. El 1929 va ser cofundador de l'Associació Argentina «Amics de l'Astronomia». En va ser president i també director de l'observatori d'aquesta institució. El 1933 va rebre el doctorat a Michigan amb una tesi titulada The System Beta 1000 Plus Delta 31.
El 8 de novembre de 1942 va descobrir un estel nova en la constel·lació de Puppis, aquest descobriment li va valdre la primera medalla d'or que s'atorgués a un dels seus membres l'American Association of Variable Stars Observers (AAVSO). El 1948 es va traslladar a la província de San Juan on al costat d'altres destacats astrònoms van crear l'observatori que més endavant seria batejat Observatori Astronòmic Félix Aguilar. Entre 1948 i 1955 va ser professor a la Universitat Nacional de San Juan. El 1955 va tornar a la Plata on va s'encarregar de la direcció de l'observatori fins a 1957. Els seus estudis astronòmics inclouen estels binaris de l'hemisferi sud, estels variables, ocultacions, asteroides i estels. El 1958 va ser nomenat primer president de l'Associació Argentina d'Astronomia.

### Epònims
El 1970 es va batejar en seu honor Dawson un cràter lunar situat a la cara oculta de la Lluna. L'asteroide (1829) Dawson també porta el seu nom.